# Drie principes van het volk

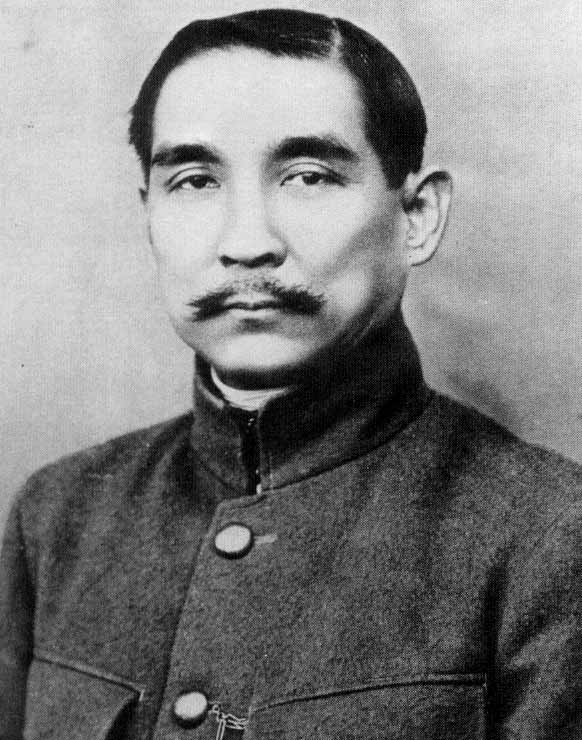
Sun Yat-sen ontwikkelde de drie principes.

De Drie principes van het volk samen ook san-min-doctrine genoemd, is een politieke filosofie die bedacht is door Sun Yat-sen als onderdeel van zijn programma om van China een vrije, welvarende en machtige staat te maken. De erfenis van deze principes is vooral te vinden in de Republiek China op Taiwan.
De drie principes zijn:
- Mínzú: nationalisme (allen die in het land wonen hebben dezelfde rechten en kansen;antimonarchisme; antimilitarisme);
- Mínquán: democratie (grondwet; president; verkiezingen);
- Mínshēng: volkswelvaart (eigen grond voor boeren; eigen bezittingen).

De drie principes worden bezongen in het volkslied van Republiek China. De drie kleuren van de vlag van de Republiek China (Taiwan) verwijzen ook naar deze principes.